# Отров црне мамбе (1981)
Отров црне мамбе (енгл. Venom) је британски хорор филм из 1981. Базирана је на књизи Venom јужнофричког писца Алана Скулфилда.

## Улоге
| Глумац              | Улога                         |
| ------------------- | ----------------------------- |
| Клаус Кински        | Жак Милер (Жакмел)            |
| Оливер Рид          | Дејв                          |
| Никол Вилијамсон    | командир Вилијам Булок        |
| Сара Мајлс          | др Марион Сту                 |
| Стерлинг Хајден     | Хауард Ендрусон               |
| Корнелија Шарп      | Рут Хопкинс                   |
| Ленс Холкомб        | Филип Хопкинс                 |
| Сузан Џорџ          | Луис Ендру                    |
| Мајк Гвилим         | детектив констабл Ден Спенсер |
| Пол Вилијамсон      | детектив наредник Глејзер     |
| Мајкл Гоуг          | Дејвид Бол                    |
| Хју Лојд            | таксиста                      |
| Рита Веб            | госпођа Ловентал              |
| Едвард Хардвајк     | лорд Данинг                   |
| Џон Форбс Робертсон | наредник Неш                  |